# 格沃古夫縣

51°39′32.6″N 16°04′49.9″E / 51.659056°N 16.080528°E
格沃古夫縣（波蘭語：Powiat głogowski），是波蘭的縣份，位於該國西南部，由下西里西亞省負責管轄，首府設於格沃古夫，面積443平方公里，2006年人口87,651，人口密度每平方公里200人。